# کانال دیزنی (استرالیا)
کانال دیزنی استرالیا به انگلیسی :(Disney channel au که پیشتر The disney channelخوانده می‌شد) یک کانال تلویزیونی اشتراکی در کشور استرالیا است که در سال ۱۹۹۶ میلادی راه اندازی شده‌است و زیر نظر کمپانی والت دیزنی اداره می‌شود.